# Malacoceros fuliginosus
Malacoceros fuliginosus är en ringmaskart som först beskrevs av Jean Louis René Antoine Édouard Claparède 1869.  Malacoceros fuliginosus ingår i släktet Malacoceros och familjen Spionidae. Arten är reproducerande i Sverige. Inga underarter finns listade i Catalogue of Life.